# Program Socrates
Socrates (ang. programme Socrates) – program edukacyjny uruchomiony przez UE w 1995 r. początkowo jako kontynuacja programu Erasmus. Nazwę otrzymał na cześć żyjącego od 469 do 399 p.n.e. jednego z największych filozofów greckich – Sokratesa.
Głównym zadaniem programu Socrates była kontynuacja działań rozpoczętych przez program Erasmus, polegająca na doskonaleniu jakości kształcenia dzieci, młodzieży i dorosłych. Celem była już nie tylko opieka UE nad szkolnictwem wyższym, ale przede wszystkim kreowanie europejskiego wymiaru w nauczaniu, tzn. rozbudowanie wiedzy na temat innych krajów Europy – idea Europy Narodów – zgodnie z dewizą UE – Jedność w różnorodności (łac. In varietate concordia).
Program Sokrates został przyjęty do realizacji w dziedzinie edukacji na terenie Unii Europejskiej na lata 1995–1999. Kraje wówczas stowarzyszone z Unią Cypr, Czechy, Estonia, Litwa, Łotwa, Malta, Polska, Słowacja, Słowenia i Węgry przystąpiły do programu w roku szkolnym 1997/1998.
Cele programu:
- powiększenie osobistych doświadczeń nauczanych o wiedzę na temat innych krajów Europy
- rozwijanie poczucia jedności z Europą
- wspomaganie procesów przystosowania się do nowych warunków społecznych i ekonomicznych w perspektywie zjednoczonej Europy
- szanowanie odmienności kulturowej, wyznaniowej, społecznej, narodowościowej itd.

Komisja Europejska zachęcona sukcesem programu Erasmus włączyła go w 1996 r. do pakietu Sokrates. W jego skład wchodziły:
- program Erasmus
- program Comenius
- program Lingua
- program Grundtvig
- program Arion
- sieć Eurydice
- program Naric

Następnym programem edukacyjnym UE był Socrates II.